# Karan Goddwani
Karan Goddwani (Nacido en Barcelona, España el 26 de marzo de 1988) es un modelo y actor español de ascendencia india de la televisión india.

## Carrera
Comenzó su carrera, interpretando el papel de The NRI VikramJet, también conocido como Vicky Bhalla, en Comedia / Drama de SAB TV, Jugni Chali Jalandhar. Luego interpretó a Adi en Rang Badalti Odhani. Participó en el show de Zee TV Sanjog Se Bani Sangini como Shankar. Luego ingresó a la telenovela de Star Plus, Iss Pyaar Ko Kya Naam Doon? como N.K.
Su siguiente papel fue en el programa de Colors TV, Chhal-Sheh Aur Maat como Ranveer Jaiswal. Más tarde en el año 2013, tuvo la oportunidad de interpretar el personaje mágico, encantador, divertido y guapo de Jin Johnny, en la comedia de SAB TV, Jeannie Aur Juju. Después de eso obtuvo el papel de Rahul Pyarelal en el programa de Colors TV, Mrs. Pammi Pyarelal. Luego rentegó a Jeannie Aur Juju a finales de 2013. Después de eso, interpretó a otro personaje negativo en Life OK, Hum Ne Li Hai Shapath, como un súper villano de los videojuegos. Luego interactuó con SAB TV de nuevo por su tercera vez, otro programa de comedia, Tu Mere Agal Bagal Hai como Rohit, un papel negativo, pero solo para el comienzo.
Finalmente se le ofreció un espectáculo transmitido por Star Plus. El famoso y popular, Diya Aur Baati Hum, reemplazó a Gautum Gulati como Vikram Rathi. En septiembre de 2014, se unió al elenco de Diya Aur Baati Hum como Vikram Rathi. En 2017, se unió al show Dil Se Dil Tak, que se estrenó en Colors TV el 30 de enero de 2017. También interpreta el papel de Kaushal en el programa televisivo SAB TV Biwi aur Main.
Habla español, catalán, hindi, sindhi y alemán.

## Filmografía

### Televisión
| Año       | Serie                       | Rol                       |
| --------- | --------------------------- | ------------------------- |
| 2008-2010 | Jugni Chali Jalandhar       | Vikramjeet 'Vicky' Bhalla |
| 2010      | Rang Badalti Odhani         | Adi                       |
| 2010      | Sanjog Se Bani Sangini      | Shankar                   |
| 2011-2012 | Iss Pyaar Ko Kya Naam Doon? | N.K (Nand Kishore)        |
| 2012      | Chhal-Sheh Aur Maat         | Ranveer Jaiswal           |
| 2013      | Mrs. Pammi Pyarelal         | Rahul Pyarelal            |
| 2013      | Jeannie Aur Juju            | Johnny The Jin            |
| 2014-2016 | Diya Aur Baati Hum          | Vikram Rathi              |
| 2017      | Dil Se Dil Tak (TV series)  | Suyog                     |
| 2017      | TV, Biwi aur Main           | Kushal                    |
| 2018      | Kasam Tere Pyaar Ki         | Akshay Kapoor             |